# Triqui de Santo Domingo del Estado
El triqui de Santo Domingo del Estado (triqui: tnánj nình-in, pronunciación: [tnãh˦ nĩʔ˩ ĩ˧]), es una variante del triqui de Chicahuaxtla hablado en las localidades de Santo Domingo del Estado, San Isidro del Estado y el barrio El Chorrito de Agua, pertenecientes al municipio de Putla Villa de Guerrero, Oaxaca, México.

## Nombre de la lengua
A la lengua triqui, en general, se le ha denominado de dos formas: triqui o trique, con la variación ortográfica se trascribe triki o trike. En México se ha preferido la denominación triqui o triki. Sin embargo en otros idiomas se usa más la forma trique. Aunque no se conoce la etimología de la palabra triqui o trique, hay quienes han tratado de explicar su significado. Por ejemplo, el presbítero José Antonio Gay en su «Historia de Oaxaca» nos dice que se les denominó «triqui» por la repetición constante de ciertos consonantes; el señor Wilfrido C. Cruz en su obra «Oaxaca recóndita» dice que triqui deriva de riquija o nerikiha «abajo» y kuihi «gente» de modo que kuiniriki significa «gente que vino de abajo o debajo», coincidiendo con la común conseja de que los triquis salieron de los pozos profundos de la tierra; el antropólogo César Huerta Ríos dice que dri deriva de dre  «padre», y qui, «grande o superior», en consecuencia driqui significa «padre supremo». Empero, cada variante tiene su autodenominación.
A la variante que se habla en Santo Domingo del Estado se le denomina en lengua triqui tnánj nình-in y cuyo significado es "la lengua completa". Dentro de la comunidad, en el habla coloquial, cuando una persona le pregunta a otra si habla la lengua triqui, prefiere la palabra sinùgwùnh, nuestra lengua. Por ejemplo:
Esta pregunta es formal.
¿Ahmiint tnánj nình-in aj?
hablar.tu lengua completa part.inter
"¿Hablas triqui?"
Coloquialmente se pregunta:
¿Ahmiint sinùgwùnh aj?
hablar.tu pref.pos-palabra.nosotros(inclusivo) part.inter
"¿Hablas nuestro idioma?

## Clasificación
El triqui de Santo Domingo es una de las cuatro variantes lingüísticas del triqui, lingüísticamente está relacionado con el cuicateco y el mixteco, estas a su vez pertenecen a la familia mixtecana, que junto con el Amuzgo, forma el grupo amuzgo-mixtecano, el cual, pertenece a la familia otomangue oriental y esta al gran tronco Otomangue.
|                  |                  |                  |                  |                  |                  |  |  |                        |                        |                        |                        |                        |                        | Mixtecano |  |  |  |                         |                         |                         |                         |                         |                         |  |  |                    |                    |                    |                    |                    |                    |  |  |  |  |
|                  |                  |                  |                  |                  |                  |  |  |                        |                        |                        |                        |                        |                        |           |  |  |  |                         |                         |                         |                         |                         |                         |  |  |                    |                    |                    |                    |                    |                    |  |  |  |  |
|                  |                  |                  |                  |                  |                  |  |  |                        |                        |                        |                        |                        |                        | Triqui    |  |  |  |                         |                         |                         |                         |                         |                         |  |  |                    |                    |                    |                    |                    |                    |  |  |  |  |
|                  |                  |                  |                  |                  |                  |  |  |                        |                        |                        |                        |                        |                        |           |  |  |  |                         |                         |                         |                         |                         |                         |  |  |                    |                    |                    |                    |                    |                    |  |  |  |  |
|                  |                  |                  |                  |                  |                  |  |  |                        |                        |                        |                        |                        |                        |           |  |  |  |                         |                         |                         |                         |                         |                         |  |  |                    |                    |                    |                    |                    |                    |  |  |  |  |
| Triqui de Copala | Triqui de Copala | Triqui de Copala | Triqui de Copala | Triqui de Copala | Triqui de Copala |  |  | Triqui de Chicahuaxtla | Triqui de Chicahuaxtla | Triqui de Chicahuaxtla | Triqui de Chicahuaxtla | Triqui de Chicahuaxtla | Triqui de Chicahuaxtla |           |  |  |  | Triqui de Santo Domingo | Triqui de Santo Domingo | Triqui de Santo Domingo | Triqui de Santo Domingo | Triqui de Santo Domingo | Triqui de Santo Domingo |  |  | Triqui de Itunyoso | Triqui de Itunyoso | Triqui de Itunyoso | Triqui de Itunyoso | Triqui de Itunyoso | Triqui de Itunyoso |  |  |  |  |

## Distribución geográfica

### Variantes
El Instituto Nacional de Lenguas Indígenas (INALI) reporta 4 variantes, aunque el último es considerado un subvariante del triqui de Chicahuaxtla.
- Xna'ánj nu'. Hablado en San Juan Copala
- Snáhánj nìh. Hablado en San Martín Itunyoso
- Nánj nình-in. Hablado en San Andrés Chicahuaxtla
- Tnánj nình-in. Hablado en Santo Domingo del Estado.[9]

El triqui de Chicahuaxtla y el de Santo Domingo del Estado, comparten el mismo código trs de la ISO 639-3. Puesto que estas dos variantes comparten un lenguaje muy parecido, la estructura es igual, excepto por algunos cambios de tono así como algunos cambios de pronunciación de algunos sonidos o variación de algunas palabras. 
Las diferencias existentes entre ambas variantes no impiden la intercomunicación, como pudiera suceder con las otras dos variantes, son algo equivalentes a las que se hallan entre el español de España y el de México. Para mantener cierta neutralidad sobre el habla de Chicahuaxtla y Santo Domingo del Estado, se prefiere denominarlo «triqui alta», en la que se incluye a ambas variantes.
El Ethnologue solo reconoce las primeras 3 variantes, pero, incluye la variante de Santo Domingo dentro de la variante de Chicahuaxtla, posiblemente a la minoría hablante de la variante de Santo Domingo del Estado.

### Uso y estatus oficial
En las comunidades triquihablantes es la principal vía de comunicación en la vida pública y privada. Se emplea tanto en la administración de justicia consuetudinaria, en la elección de las autoridades, en la educación (solo en primarias), en donde se cuentan con algunos libros publicados por la SEP. Aunque esta lengua realmente es una lengua oral más que escrita, se ha tratado de inculcar en los estudiantes y profesionistas para que escriban en legua triqui, sin embargo, aún no se ha logrado tal objetivo de tener un corpus extenso de textos en triqui.
En el año 2003, el Congreso de la Unión de los Estados Unidos Mexicanos aprobó la Ley General de Derechos Lingüísticos de los Pueblos Indígenas, en la que eleva a la categoría de «Lenguas Nacionales» a todos los idiomas indígenas. Esto quiere decir que se pueden emplear estas lenguas minoritarias con el gobierno federal, local o municipal, así mismo pueden expedirse documentos oficiales en dichas lenguas.

## Historia
Las lenguas triquis pertenecen al grupo mixtecano y esta a la familia otomangue, cuyo urheimat o «lugar de origen» podría ser el valle de Tehuacán, en el estado de Puebla. Este sitio fue uno de los escenarios de la domesticación del maíz. La presencia milenaria de los pueblos de habla otomangueana en esa región hace probable que ellos hayan sido protagonistas de ese proceso que favoreció la sedentarización de los habitantes del Altiplano y luego influyó en el desarrollo de la civilización mesoamericana. Por su parte, Campbell y Kaufman han propuesto que las lenguas otomangueanas comenzaron a diversificarse alrededor del año 1500 a. C. La dificultad para establecer vínculos más generales entre los ocho grupos de la familia otomangueana obstaculiza la posibilidad de realizar inferencias sobre el desarrollo histórico de este conjunto de lenguas. 
El proto-otomangue ha sido reconstruido por Robert Longacre y Calvin Rensch. El sistema fonológico de la protolengua cuenta con nueve consonantes, cuatro vocales y cuatro tonos. Los grupos consonánticos y los diptongos formados a partir de ese repertorio limitado habrían sido el origen de los fonemas en las protolenguas nacidas a partir del proto-otomangue. Algunos de los cambios más significativos en la diversificación de las consonantes del protomixtecano a partir del proto-otomangue son los siguientes.
| proto-otomangue | **t | **k | **kʷ | **s | **n | **y | **w | **nt | **nk | **nkʷ | **ns | **nn | **ny | **nw |
| protomixtecano  | *t  | *k  |      | *θ  |     | *y  | *w  | *ⁿd  | *ⁿg  | *ⁿgʷ  | *ⁿgʷ |      | *l   | *m   |

Rensch hizo una revisión del trabajo reconstructivo de Longacre. Revisó la probabilidad del repertorio fonológico descrito por este último y descartó algunas de sus propuestas, basado en comparaciones sobre cognados en las lenguas del grupo mixtecano. Después de ese trabajo, propuso una reconstrucción del sistema fonológico protomixtecano. Esta propuesta comprende 16 sonidos consonánticos, cuatro vocales y cuatro tonos.
| Reconstrucción del sistema de consonantes del protomixtecano | Reconstrucción del sistema de consonantes del protomixtecano | Reconstrucción del sistema de consonantes del protomixtecano | Reconstrucción del sistema de consonantes del protomixtecano | Reconstrucción del sistema de consonantes del protomixtecano | Reconstrucción del sistema de consonantes del protomixtecano | Reconstrucción del sistema de consonantes del protomixtecano | Reconstrucción del sistema de consonantes del protomixtecano |
|                                                              | Labial                                                       | Dental                                                       | Alveolar                                                     | Postalveolar                                                 | Palatal                                                      | Velar                                                        | Glotal                                                       |
| ------------------------------------------------------------ | ------------------------------------------------------------ | ------------------------------------------------------------ | ------------------------------------------------------------ | ------------------------------------------------------------ | ------------------------------------------------------------ | ------------------------------------------------------------ | ------------------------------------------------------------ |
| Oclusivas                                                    |                                                              | *t *ⁿd                                                       | *t *ⁿd                                                       | *t *ⁿd                                                       |                                                              | *k *kʷ *ⁿg *ⁿgʷ                                              | *ʔ                                                           |
| Fricativas                                                   |                                                              | *θ                                                           |                                                              |                                                              |                                                              | *x *xʷ                                                       | *h                                                           |
| Aproximantes                                                 |                                                              | *l                                                           | *l                                                           | *l                                                           | *j                                                           | *w                                                           |                                                              |
| Nasales                                                      | *m                                                           | *n                                                           | *n                                                           | *n                                                           |                                                              |                                                              |                                                              |
| Fuente: Rensch (1977): 59.                                   |                                                              |                                                              |                                                              |                                                              |                                                              |                                                              |                                                              |

El protomixtecano se habló alrededor del año 1500 a. C., y de esta lengua se dividieron tres grupos, entre ellos el prototriqui. Es aceptado que el prototriqui se separó del grupo mixtecano poco después de la era común. Esta lengua se fue dividiendo hasta llegar a las cuatro variedades que se hablan actualmente.
El origen histórico del triqui de Santo Domingo difiere del origen de las otras variantes. Antiguamente los pobladores de Xumanh Li o Santo Domingo del Estado eran hablantes de la lengua tu'un sávi o lengua mixteca. Pero cuando migraron a su ubicación actual se mezclaron con los triquis, pero por la mayor comunicación que tenían con ellos, se produjo un cambio de lengua en la comunidad emigrada. Es notable que esta comunidad emigrada tuvo influencia de la variante de Copala pero sobre todo tuvo mayor influencia de la variante de Chicahuaxtla, sin embargo también mantiene ciertas características propias.
Debido a la guerra entre comunidades del bajo triqui con comunidades del alto triqui, Santo Domingo del Estado tuvo que mandar un contingente en la frontera que colinda con territorio copalteco para defender el territorio. Al extenderse este conflicto, aquel contingente fundó de manera permanente varias rancherías o cuadrillas. Con el tiempo, varias de las rancherías se desintegraron permaneciendo sólo dos: San Isidro del Estado y El Chorrito de Agua. Hoy en día San Isidro se ha convertido en una agencia de policía municipal perteneciente a Santo Domingo del Estado. Por eso el Xumanh-an de San Isidro del Estado es Santo Domingo del Estado, y por tanto comparten la misma lengua y territorio.
Actualmente, por el desempleo y la pobreza que azota la zona triqui, desde hace varios años atrás han emigrado varios indígenas triquis a las ciudades cercanas o también a las grandes ciudades como la Ciudad de México, en el Estado de México, sobre todo en las áreas colindantes a la metrópoli del D.F. Sin embargo, otros tantos han emigrado más al norte e incluso han cruzado la frontera y ahora trabajan y radican en los Estados Unidos de América. Por lo tanto, podemos apreciar que esta lengua también se ha expandido con ellos, pero lamentablemente al mismo tiempo que se expande, la lengua también va en decadencia, pues los hijos de estos indígenas emigrados ya no aprenden ni hablan la lengua triqui. Este ha sido una de las grandes problemáticas de la zona triqui, aunado con los problemas sociales que padece.

## Pronunciación
En los siguientes cuadros se muestran los fonemas del triqui de Santo Domingo del Estado.

### Vocales
|         | Anterior | Central | Posterior |
| ------- | -------- | ------- | --------- |
| Cerrada | i ĩ      |         | u ũ       |
| Media   | e ẽ1     |         | o õ1      |
| Abierta |          | a ə̃     |           |

1. Las vocales nasalizadas /ẽ/ y /õ/ se presentan sólo en contextos particulares del habla triqui.

### Cualidad de las vocales
En triqui las vocales pueden ser nasales. En la ortografía práctica se emplea la letra "n" para representar la nasalización de la vocal anterior, algo parecido a las vocales nasalizadas en francés. Por ejemplo:
kan "calabaza"
nanj "red"
La aspiración se marca con una "jota" al final de las palabras. Hay ocasiones que se presenta después de una vocal nasalizada formando así vocales nasal-aspiradas. Por ejemplo:
yej "piedra"
yanj "papel"
yahaj "chile"
Las vocales orales y nasales pueden ser glotalizadas [aʔ], [ãʔ], [aʔa] y [ãʔã]. En la ortografía práctica se escribe con una "h", aunque hay personas que emplean el apóstrofo. Por ejemplo:
goho "plato"
yahaan-an "fuego, lumbre"
kah-a "vela"
tanh-an "mazorca"

### Consonantes
|                   | Bilabial | Alveolar | Postalveolar | Retrofleja | Palatal | Velar | Labiovelar | Glotal |
| ----------------- | -------- | -------- | ------------ | ---------- | ------- | ----- | ---------- | ------ |
| Oclusiva          | p b*     | t d      |              |            |         | k g   | kʷ gʷ      | ʔ      |
| Oclusiva prenasal |          | nd       |              |            |         | ŋɡ    | ŋɡʷ        |        |
| Fricativa         |          | s        | ʃː ʃ         | r          |         |       |            | h      |
| Africada          |          | t͡s       | t͡ʃ           | t͡ʂ         |         |       |            |        |
| Nasal             | mː m     | nː n     |              |            |         |       |            |        |
| Lateral           |          |          |              | lː l       |         |       |            |        |
| Aproximante       |          |          |              |            | jː j    |       | wː w (β)   |        |

- La consonante "p" y "b", se presentan principalmente en préstamos del español.

Existen otros consonantes o grupos consonánticos que no se encuentran en el inventario básico de consonantes triquis, por ejemplo: [tn] <tn>, [dʲ] <dy>.

### Evolución fonética
Con el avance de las investigaciones acerca de esta variante, así como de las distintas variantes que conforman la lengua triqui, se ha llegado a observar que el triqui de Itunyoso tiene varias características que comparte con el triqui de Santo Domingo, por ejemplo, en el triqui de Itunyoso "mundo" se dice "chungwì", en el triqui de Santo Domingo se dice "xugwì-i", aunque hay hablantes que dicen "xumiin gwì-i" por la influencia que se tiene de Chicahuaxtla; en el triqui de Itunyoso "niño" se dice "llij", en el Triqui de Santo Domingo también se dice "llij", mientras que en el triqui de Chicahuaxtla se dice "sinh-in".
A continuación mostraremos algunas diferencias en cuando a la pronunciación, aunque estos cambios no ocurren en todas las palabras:
1. El sonido /st/ del triqui de Chicahuaxtla, muchas veces cambia a /d/ en el triqui de Santo Domingo. P. ej.: stanee-e > dalee-e "chivo".
2. El sonido /n/ del triqui de Chicahuaxtla, muda a /l/ en el triqui de Santo Domingo. P. ej.: stahnaj-a > dahlaj-a "fantasma".
3. El sonido /sn/ del triqui de Chicahuaxtla cambia a /tn/ o /n/ en el triqui de Santo Domingo. P. ej.: sninhyó > tninhyó "jaguar".
4. Chicahuaxtla cuenta con siete vocales: a, e, ə, i, ɨ, o, u. Santo Domingo emplea cinco: a, e, i, o, u.
5. El sonido jn /hn/ en el triqui de Chicahuaxtla muda a /t/ o /tn/ en Santo Domingo. P. ej.:

jnáquìnj-in > táquìnj-in "tlacuache"
jnanikaj > tanikàj "voltear"
jnán'ànj-an > tnáhànj-an "rosario"

### Vocal armonizada
Muchos sustantivos y algunos adjetivos cuentan con una sílaba átona independiente, pero en realidad se pronuncia como parte de la palabra anterior, en la lengua triqui también suele ser armonizada, es decir, que la última vocal de la palabra anterior suele ser la misma de la sílaba independiente. En la ortografía práctica, simplemente se separa esta sílaba de la palabra, aunque también suele usarse un guion para tal caso. Vea las vocales resaltadas en negrita de los siguientes ejemplos:
kah-a "vela"
yaaj-a "flor"
La vocal armonizada también puede ser nasalizada. P. ej.:
tanh-an "mazorca"
kiinj-in "masa (de maíz)"
Sin embargo, cuando se junta con otras palabras pierde la vocal armonizada. P. ej.:
tanh-an  "mazorca"
tanh hnín màre "mazorca de maíz rojizo"
xumanh-an "pueblo"
xumanh lìi  "pueblo chico (Santo Domingo del Estado)"

### Tonos
Todas las variedades del triqui son lenguas tonales. Una lengua es tonal cuando el contorno de la frecuencia fundamental con el que se pronuncia cada sílaba sirve para crear contrastes fonológicos y pares mínimos, es decir, el significado de una palabra puede cambiar dependiendo del tono con que se pronuncie, por eso es de vital importancia la pronunciación correcta de los tonos, de lo contrario podría darse malentendidos y confusiones no agradables. Por ejemplo:
(1a) nnee-e "agua"
(1b) nneè-e "carne"
En (1a), las vocales ee, representan al tono /32/, y en (1b), las vocales eè, representa al tono /31/.
La variante que se habla en Chicahuaxtla y Santo Domingo del Estado tiene uno de los sistemas tonales más complejos del mundo. Reporta entre diez tonos (Good, 1979) o dieciséis tonos (Longacre, 1957) y once tonos (Matsukawa, 2007). El triqui de Chicahuaxtla fue la primera lengua en que se descubrió un sistema con cinco niveles de tono; este sistema fue presentado por Robert Longacre en 1952.
El triqui de Santo Domingo al igual que las otras variedades tiene cinco niveles de tono, siendo el 5 el más alto o agudo y el 1 el más bajo o grave, cuenta también con varios tonos de contorno, esto es, que de cierto nivel de tono sube o baja la intensidad de pronunciación. Para marcar los tonos se usan dos tildes, los tonos altos se marcan con un acento agudo (á); los tonos bajos con acento grave (à); y el tono medio no se marca. Por ejemplo:
hnín5 li "maíz pequeño"
nnínt4 "tu mamá"
nnin3 "mamá de"
nìn2 "y (conjunción)"
nìn1 "tranquilidad"

## Escritura
No se tiene registro de que la lengua triqui tuviera algún sistema de escritura antes de la llegada de los españoles. Actualmente se ha adaptado el alfabeto latino para la escritura de esta lengua. El cuadro siguiente muestra el alfabeto moderno que se emplea en la variante de Santo Domingo del Estado y su correspondencia entre grafemas y fonemas.
| Letras del alfabeto triqui | Letras del alfabeto triqui | Letras del alfabeto triqui | Letras del alfabeto triqui | Letras del alfabeto triqui | Letras del alfabeto triqui | Letras del alfabeto triqui | Letras del alfabeto triqui | Letras del alfabeto triqui | Letras del alfabeto triqui | Letras del alfabeto triqui | Letras del alfabeto triqui | Letras del alfabeto triqui | Letras del alfabeto triqui | Letras del alfabeto triqui | Letras del alfabeto triqui | Letras del alfabeto triqui | Letras del alfabeto triqui | Letras del alfabeto triqui | Letras del alfabeto triqui | Letras del alfabeto triqui | Letras del alfabeto triqui | Letras del alfabeto triqui | Letras del alfabeto triqui | Letras del alfabeto triqui | Letras del alfabeto triqui | Letras del alfabeto triqui | Letras del alfabeto triqui | Letras del alfabeto triqui | Letras del alfabeto triqui | Letras del alfabeto triqui | Letras del alfabeto triqui | Letras del alfabeto triqui | Letras del alfabeto triqui | Letras del alfabeto triqui |
| -------------------------- | -------------------------- | -------------------------- | -------------------------- | -------------------------- | -------------------------- | -------------------------- | -------------------------- | -------------------------- | -------------------------- | -------------------------- | -------------------------- | -------------------------- | -------------------------- | -------------------------- | -------------------------- | -------------------------- | -------------------------- | -------------------------- | -------------------------- | -------------------------- | -------------------------- | -------------------------- | -------------------------- | -------------------------- | -------------------------- | -------------------------- | -------------------------- | -------------------------- | -------------------------- | -------------------------- | -------------------------- | -------------------------- | -------------------------- | -------------------------- |
| A                          | B                          | D                          | E                          | G                          | Gw                         | H                          | I                          | J                          | K                          | Kw                         | L                          | Ll                         | M                          | Mm                         | N                          | Nd                         | Ng                         | Nn                         | O                          | P                          | R                          | S                          | T                          | Ts                         | Tx                         | Txr                        | U                          | W                          | Ww                         | X                          | Xx                         | Y                          | Yy                         |                            |
| a                          | b                          | d                          | e                          | g                          | gw                         | h                          | i                          | j                          | k                          | kw                         | l                          | ll                         | m                          | mm                         | n                          | nd                         | ng                         | nn                         | o                          | p                          | r                          | s                          | t                          | ts                         | tx                         | txr                        | u                          | w                          | ww                         | x                          | xx                         | y                          | yy                         |                            |
| Valores fonéticos          |                            |                            |                            |                            |                            |                            |                            |                            |                            |                            |                            |                            |                            |                            |                            |                            |                            |                            |                            |                            |                            |                            |                            |                            |                            |                            |                            |                            |                            |                            |                            |                            |                            |                            |
| a                          | b                          | d                          | e                          | ɡ                          | ɡʷ                         | ʔ                          | i                          | h                          | k                          | kʷ                         | l                          | lː                         | m                          | mː                         | n                          | nd                         | ŋɡ                         | nː                         | o                          | p                          | r                          | s                          | t                          | t͡s                         | t͡ʃ                         | t͡ʂ                         | u                          | w                          | wː                         | ʃ                          | ʃː                         | j                          | jː                         |                            |

El grupo consonántico /ŋɡʷ/ sólo aparece en una palabra: ngwèj "los dos, ambos".  Las consonantes c, f, ñ, q, v, z, sólo se presentan en préstamos del español.

## Gramática

### El verbo
El aspecto perfectivo del verbo se indica mediante el prefijo /g-/:
unánj4 sij3 "él corre"
g-unánj4 sij3 "él corrió"
Con el mismo prefijo /g-/ más cambio de tono, indica tiempo futuro:
g-ù2nànj2 sij3 "correrá"

### La oración
La estructura básica de la oración triqui es verbo-sujeto-objeto VSO. Además es una lengua analítica y aislante, aunque en esta lengua si hay muchas palabras que son polisilábicas.
Un ejemplo de una oración declarativa:
| Verbo | Sujeto | Objeto   | Partícula   |
| ----- | ------ | -------- | ----------- |
| xáa   | sij    | txra     | á           |
| comer | él     | tortilla | part. decl. |

"Él come tortilla."
Un ejemplo de oración negativa:
| nitaj          | si      | xáa   | sij | txra     | mán        |
| no:haber/estar | persona | comer | él  | tortilla | part. neg. |

"Él no come tortilla."
Un ejemplo de oración interrogativa:
| Verbo | Sujeto | Objeto   | Part.       |
| xáa   | sij    | txra     | aj          |
| comer | él     | tortilla | part. inter |

"¿Él come tortilla?"

### La partícula gramatical
Una característica que también tiene la lengua triqui es que cuenta con varias partículas gramaticales para indicar la fuerza ilocutiva de la oración, es decir, si la oración es una pregunta, una declaración, si es vocativa, etc.; hay partículas específicas para hombres, para mujeres o de uso general. Por ejemplo:
(1a) ¿Dàj gùhnàjt ríh?
"¿Cómo te llamas?"
(1b) ¿Dàj gùhnàjt nánh?
"¿Cómo te llamas?"
(1c) ¿Dàj gùhnàjt nànj?
"¿Cómo te llamas?"
En el ejemplo (1a) la partícula final indica una pregunta pero además indica que la pregunta fue hecha por una mujer, en (1b) en cambio la pregunta fue formulada por un hombre, y en (1c) pudo ser formulada por cualquier persona.

## Breve vocabulario
En seguida se muestran unas palabras en tres variantes. Triqui de Santo Domingo del Estado (T-SDE), triqui de San Martín Itunyoso (T-SMI) y triqui de San Juan Copala (T-SJC). Los números en superíndice expresan tonos.
| T-SDE  | T-SMI   | T-SJC   | Glosa   |
| ------ | ------- | ------- | ------- |
| ʃi3lu3 | t͡ʃi3lu3 | ʃluː3   | "gato"  |
| ʃu3we3 | t͡ʃu3βe3 | ʃu3βeː3 | "perro" |
| ʃa43   | t͡ʃa43   | t͡ʃa4    | "comer" |

### Numerales comparados
En la siguiente tabla se comparan los números en las diferentes variantes triquis junto con otras lenguas mixtecanas. Las palabras triquis llevan los signos con los que se marcan los tonos junto con sus números en superíndice:
| GLOSA    | Triqui                   | Triqui              | Triqui       | Triqui          | PROTO- TRIQUI | PROTO- MIXTECO | PROTO- AMUZGO | PROTO- MIXTECANO |
| GLOSA    | Santo Domingo del Estado | San Martín Itunyoso | Chicahuaxtla | San Juan Copala | PROTO- TRIQUI | PROTO- MIXTECO | PROTO- AMUZGO | PROTO- MIXTECANO |
| -------- | ------------------------ | ------------------- | ------------ | --------------- | ------------- | -------------- | ------------- | ---------------- |
| 'uno'    | ʔŋɡoh¹³                  | ŋɡoh¹³              | ʔŋɡoh²³      | ʔɔ²             | *ʔŋɡoh²³      | *ĩ ĩ           | *nkwi         |                  |
| 'dos'    | wːi¹³                    | βːi¹³               | wːi¹³        | βih¹            | *wːi¹³        | *uwi           | *we           | *wi              |
| 'tres'   | waʔ¹nĩ³                  | βaʔ¹nĩ³             | waʔ¹nɨ̃³      | waʔnuh¹         | *waʔ¹nɨ̃³      | *uni           | *ndʲeː        | *ʔni             |
| 'cuatro' | gãʔ¹ã³                   | kə̃ʔ¹ə̃³              | gãʔ¹ã³       | kɜ̃ʔɜ̃h¹³         | *kə̃ʔ¹ə̃³       | *kumi          | *ɲenkʲe       | *kʲũ (?)         |
| 'cinco'  | ũʔ¹ũh³                   | ũʔ¹ũh³              | ũʔ¹ũh³       | ʔũʔ¹ o ũʔũʔ¹    | *ũʔ¹ũh³       | *ũʔũ           | *ʔon          | *ʔũ              |
| 'seis'   | wa¹tãh³                  | βa¹tə̃h³             | wa¹tãh³      | watɜ̃ʔ¹          | *wa¹tãh³      | *iɲu           | *yon          | *ñu (?)          |
| 'siete'  | t͡ʃih²                    | t͡ʃːih²              | t͡ʃih²        | t͡ʃih²           | *t͡ʃ(ː)ih²     | *uka           | *ntʲkʲeʔ      | *kʲaʔ (?)        |
| 'ocho'   | tĩh²                     | tːũh²               | tɨ̃h²         | tũh²            | *t(ː)ɨ̃h²      | *uɲa           | *ɲe           | *ña              |
| 'nueve'  | ʔĩ²                      | ũ²                  | ʔɨ̃²          | ũː²             | *ʔɨ̃²          | *ĩĩ            | *ɲʲhe         |                  |
| 'diez'   | t͡ʃiʔ²                    | t͡ʃːiʔ²              | t͡ʃiʔ²        | t͡ʃiʔ²           | *t͡ʃ(ː)iʔ²     | *uki           | *ki           | *ki              |

En la tabla anterior no se reconstruyen los tonos para el proto-mixteco (como el que debe diferenciar '1' de '9' en esa lengua), los números en las otras lenguas denotan tonos.

## Medios de comunicación
La Comisión Nacional para el Desarrollo de los Pueblos Indígenas tiene una radiodifusora llamada "XETLA La voz de la mixteca" ubicada en la Ciudad de Tlaxiaco, Oaxaca y trasmite en mixteco, triqui y español. Recientemente se instaló una radiodifusora comunitaria en la localidad de La Laguna Guadalupe que transmite sus programas en el alto triqui (Chicahuaxtla y Santo Domingo del Estado), llamada 99.1 FM "Eco de la montaña", esta radiodifusora es administrada por la propia comunidad.